# فرانکا
فرانکا (به پرتغالی: Franca) یک منطقهٔ مسکونی در برزیل است که در ایالت سائو پائولو واقع شده‌است. فرانکا ۶۰۶ کیلومتر مربع مساحت و ۳۹۰٬۴۰۰ نفر جمعیت دارد و ۱٬۱۴۰ متر بالاتر از سطح دریا واقع شده‌است.